# Middleton (Harrogate)
Middleton is een civil parish in het bestuurlijke gebied Harrogate, in het Engelse graafschap North Yorkshire.